# 愛新覚羅胤祺
愛新覚羅 胤祺（あいしんかくら いんき、満洲語: ᠠᡞᠰᡞᠨ ᡤᡞᠣᠷᠣ
ᡞᠨ ᡣᡞ　転写：aisin-gioro in-ki、1680年1月5日 - 1732年7月10日）は、清の康熙帝の五男。母は宜妃のゴロロ氏。名は雍正帝の即位後に允祺と改めている。

## 生涯
康熙35年（1696年）からジュンガル戦で正黄旗大営を任された。康熙48年（1709年）には和碩恒親王、鑲白旗の旗主に封じられた。温厚な人物と評され、兄弟との諍いも少なく、とりわけ胤禵（康熙帝の十四男）と仲が良かった。
雍正4年（1726年）、胤祺の息子の弘昇は「仕事に最善を尽くしていない」という口実で親王世子位を剥奪された。雍正10年（1732年）5月19日に死去。
乾隆帝が即位すると、弘昇の爵位が回復された。

## 登場作品
- テレビドラマ『宮廷の諍い女』